# الکساندر پاشکوف
الکساندر پاشکوف (انگلیسی: Alexander Pashkov؛ زادهٔ ۲۸ اوت ۱۹۴۴) بازیکن هاکی روی یخ اهل اتحاد جماهیر شوروی سوسیالیستی بود.